# 大朗站 (广州)
大朗站位于中國广东省广州市白云区白云湖街道大朗村，是京广铁路线上的一座二等站。离丰台站2,271公里，距广州站12公里，隶属广州铁路集团管辖。车站客运仅办理职工通勤，货运仅办理怕湿货物、活动物、钢材、鲜瓜果发送、到达，是广州地区白货发送基地之一。车站设有3条正线、5条到发线和9条调车线，此外还设有通往南昊货运、广州市粮食集团有限责任公司储备分公司、广东省电力线路器材厂、弘凯物流、诚通金属、广物物流等单位的专用线。
大朗站建于1907年7月，当时设有1条股道和1座站台。1949年后车站扩建至3条股道。1985年，为缓解当时黄沙广州南站货场压力，车站新建有7条货物线的货场1座，同时站场股道增加至2条正线、2条到发线和3条存车线。
本站旁设有客整所和机务折返段，为广州白云站的配套工程。其中客整所设有20条整备线、10条车底停留线、6条存车线；还规划有上盖物业作为铁路职工住宅，并建设通勤列车站点。大朗客整所于2024年12月开通首批存车线，2025年6月建成，同时取代广州客车技术整备所、石牌客车技术整备所的车辆存放及客车整备功能。